# Гудураш, Сладжа
Сладжана «Сладжа» Гудураш (серб. Slađana "Slađa" Guduraš; 11 августа 1987 — 10 декабря 2014) — боснийская актриса сербского происхождения, певица и медсестра, чья карьера оборвалась в возрасте 27 лет; сербскими и боснийскими СМИ часто включается в Клуб 27.

## Ранние годы
Родилась в Баня-Луке, в семье боснийских сербов. Мать — Елка Пантич.

## Карьера
За свою карьеру Сладжа выпустила только один сингл под названием «Silikoni i kubici» (с серб. — «Силиконы и объёмы») в 2013 году при участии рэпера Джуса (клип вышел 22 ноября 2013 года). Снималась в клипах «Reci brate» 2012 года Саши Матича и Цвии (1 января 2013 года) и «Šta da radim sad» рэперов Джуса, Гру и Наполеона. Снималась в нескольких сериях сериалов «Балбес, баламут и ботаник» и «Кризис».

## Смерть
10 декабря 2014 года Сладжа провела в своём магазине Leopard в Биелине и выехала в Белград в 18:00. 11 декабря около 23:00 её парень Зоран Макивич обратился в полицию с заявлением о пропаже без вести: по его словам, Сладжа не отвечала на телефонные звонки и не появлялась на своей странице в Facebook весь день. Изначально предполагалось, что к исчезновению девушки был причастен её бывший парень Драган Перич из Биелины, который дурно к ней относился: он неоднократно грозился в адрес Гудураш, что она «закончит жизнь как Ксения Пайчин» (она была убита своим бывшим парнем в 2010 году), а он покончит с собой заодно. Их отношения длились с 2013 по ноябрь 2014 года, пока Гудураш не порвала отношения с Перичем: сначала её обнаружили в объятиях у стилиста Александра Каприша, а за неделю до её исчезновения в сараевской гостинице «Голливуд» на неё набросился Перич.
16 декабря 2014 года в канаве у Сремска-Митровицы обнаружили разбитый Volkswagen Golf с боснийскими регистрационными номерами, а внутри него нашли тело Сладжи Гудураш. По мнению полиции, в ту ночь Сладжа не справилась с управлением, и её автомобиль вылетел с дороги и упал в канаву. Из-за густой растительности на дороге машину не могли найти шесть дней. Судебно-медицинская экспертиза подтвердила 19 декабря, что погибшей была Гудураш. Пресса фактически зачислила её в «Клуб 27».
После её смерти друзья Сладжи стали утверждать, что она предчувствовала свою погибель: певец Мики Мечава, который пригласил её на ток-шоу 3 декабря и переночевал в сараевской гостинице «Голливуд», говорил, что Сладжа боялась, что её убьют, поэтому не выходила из гостиницы с друзьями даже в ресторан, опасаясь покушения. Незадолго до смерти она даже решила официально переехать в Белград, купив там квартиру.
20 декабря 2014 года Гудураш была похоронена на городском кладбище города Србац. Она не была замужем, детей у неё не было.